# Gotenks
 (octobre 2023).
- Si vous ne connaissez pas le sujet, laissez ce bandeau (vous pouvez alors contacter les auteurs).
- Si vous supprimez le contenu mis en cause (vous pouvez préalablement contacter les auteurs),

argumentez précisément cette suppression dans la page de discussion
(un manque de référence n'est pas un argument ; une recherche réelle de référence doit avoir été effectuée, être formellement documentée).
Gotenks (ゴテンクス, Gotenkusu), ou Gotrunks dans les versions antérieures du manga, est un personnage de fiction créé par Akira Toriyama dans le manga Dragon Ball en 1984.

## Biographie fictive
Il est le résultat de la fusion entre Son Goten (fils de Son Goku et de Chichi) et Trunks (fils de Vegeta et de Bulma). Il n'a que les pires côtés de Son Goten et Trunks: ce qui fait de lui un guerrier égoïste, malpoli, prétentieux et énormément sûr de lui. De plus, lorsqu'il se transforme, au grand dam de Piccolo, sa personnalité exécrable est intensifiée, tout comme ses pouvoirs. Ils apprennent la fusion sous la tutelle de Piccolo, cette technique leur ayant été dévoilée par Goku pour vaincre Boo. Ce genre de fusion est difficile à maitriser ; donc lorsque les mouvements permettant la fusion sont mal coordonnés, Gotenks (tout comme Gogeta) est très gros ou très maigre. Il faut attendre 30 minutes pour que la fusion s'arrête, et une heure pour que les deux personnages retentent un nouvel essai.

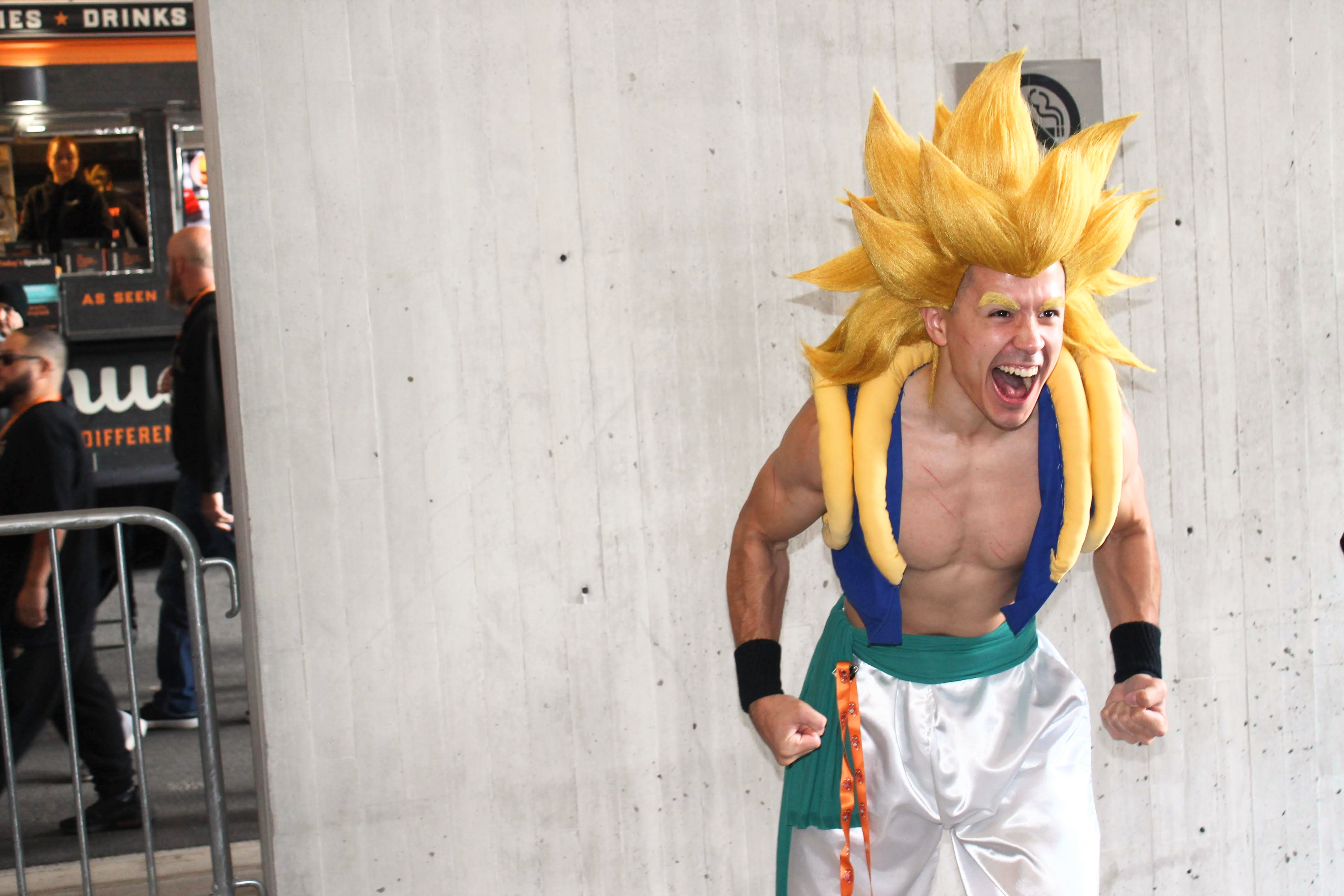
Cosplay de Gotenks en Super Saiyan 3 à la New York Comic Con 2022.

Les deux étant enfants lors de la découverte de cette technique, Gotenks se comporte de façon irréfléchie. Ses combats contre Boo introduisent plusieurs scènes comiques. Il se croit plus fort que Boo, mais se fait malmener par celui-ci. Après ce fâcheux contretemps, il décide de s'entraîner de manière plus sérieuse dans la Salle de l'Esprit et du Temps et atteint une puissance considérable, le Super Saiyan 3, qui n'avait été atteint auparavant que par Son Goku (à noter que dans l'histoire originale du manga, on ne le voit pas combattre Boo avant son entrée dans la Salle de l'Esprit et du Temps).
Suivant le caractère de Gotenks, on suppose que celui-ci est en partie dominé par Trunks, le plus fort et le plus âgé des deux garçons. Sa moquerie irréfléchie envers Boo et son sentiment d'invulnérabilité rappellent sans conteste Vegeta, le père de Trunks.
Note: Dans Dragon Ball Heroes, il existe un Gotenks du futur.

## Description

### À propos du nom
Gotenkusu (Gotenks) est un mélange entre Son Goten et Torankusu (Trunks). Le Goten de Son Goten a été pris suivi du kusu de Torankusu.

## Œuvres où le personnage apparaît

### Manga
- 1984 : Dragon Ball

### Séries
- 1989 : Dragon Ball Z
- 2009 : Dragon Ball Z Kai
- 2015 : Dragon Ball Super

### Films
- 1995 : Dragon Ball Z : Fusions
- 1995 : Dragon Ball Z : L'Attaque du dragon
- 2013 : Dragon Ball Z: Battle of Gods

### OAV
- 2008 : Dragon Ball : Salut ! Son Gokû et ses amis sont de retour !!